# Eloeophila delicola
Eloeophila delicola är en tvåvingeart som först beskrevs av Alexander 1962.  Eloeophila delicola ingår i släktet Eloeophila och familjen småharkrankar. Inga underarter finns listade i Catalogue of Life.